# 플랫폼 자유와 공화
플랫폼 자유와 공화는 합리적 보수주의와 중도주의를 포함하는 정치적 공동체를 만들기 위해 2019년 4월 1일 국회에서 창립한 단체이다. 이명박 정부에서 대통령정무수석을 지낸 박형준 동아대 교수와 박인제 변호사, 주대환 죽산조봉암기념사업회 부회장이 공동의장을 맡았고, 유승민 미래통합당 의원, 정종섭 미래통합당 의원, 원희룡 제주지사, 조해진 전 새누리당 의원 등 200여 명이 참여하였다.
플랫폼 자유와 공화는 합리적 보수주의와 중도주의를 아우르기 위해 경제와 노동 개혁, 정부와 공공부문 개혁, 교육개혁, 정치의 정상화, 북핵의 완전한 폐기와 한반도의 항구적 평화와 공영을 핵심 의제로 정립하고, 자유주의와 공화주의를 핵심 가치로 선택하였다.

## 같이 보기
- 미래통합당
- 박형준
- 유승민
- 김무성
- 공화주의
- 보수주의
- 자유주의